# 篠﨑圭二
篠﨑 圭二（しのざき けいじ、1981年（昭和56年）1月25日 - ）は、日本の政治家。山口県宇部市長（2期）。

## 概要
山口県宇部市出身。山口県立宇部高等学校を経て、2003年広島大学経済学部卒業。2005年広島大学大学院社会科学研究科修了。
経営コンサルティング会社での勤務や、参議院議員林芳正の公設第一秘書などを務めた後、2014年山口県議会議員補欠選挙に自由民主党公認で無投票で当選。2015年、再選。2019年、無投票で3選。
2020年10月、久保田后子の辞職による宇部市長選挙への出馬を表明。同市長選挙には篠﨑と同じく宇部市区選出の山口県議会議員で、第18 - 20代宇部市長であった二木秀夫の甥である二木健治も立候補に意欲を示していたが、自由民主党宇部支部による調整の結果、篠﨑に候補を一本化し二木は篠﨑の選挙対策本部の最高顧問に就任した。
市長選挙は11月15日に告示され、篠﨑は所属する自由民主党のほか公明党や連合山口などから推薦を受けた。11月22日の投開票の結果、前市長の久保田の後継者として立候補した前宇部市政策広報室長の望月知子を破り、初当選した。篠﨑は当選時点で39歳であり、宇部市制99年間で最年少の市長となった。
※当日有権者数：137,036人 最終投票率：44.32%（前回比：-3.04pts）
| 候補者名 | 年齢 | 所属党派 | 新旧別 | 得票数   | 得票率 | 推薦・支持                  |
| -------- | ---- | -------- | ------ | -------- | ------ | --------------------------- |
| 篠﨑圭二 | 39   | 無所属   | 新     | 33,648票 | 55.77% | （推薦） 自由民主党・公明党 |
| 望月知子 | 49   | 無所属   | 新     | 26,681票 | 44.23% |                             |

2024年10月21日、無投票で再選。

## 政策・主張
- 2020年（令和2年）の宇部市長選挙への出馬に際し、産業力強化や雇用促進などを重要政策として掲げ[10]、出馬を表明した記者会見で「若い世代が宇部に戻るためには安心して働ける魅力ある雇用が必要」と述べた[11]。

- 前任の宇部市長であった久保田后子のもと2020年（令和2年）9月市議会で否決されていた、山口井筒屋宇部店跡を改修し複合施設を設置する条例案について、篠﨑は10月28日の市長選挙出馬表明会見において「議会の意思決定は受け止めなければならない。ゼロベースで検討したい」と述べた[11]。市長就任後初となる11月24日の記者会見においても同様に「議会の否決の意思を受け止めたい。市民のニーズを踏まえ、一旦はゼロベースで検討したい」と言及した[12]。

- 2021年（令和3年）6月25日、LGBTなど性的少数者のカップルが婚姻に相当する関係にあると認める「パートナーシップ宣誓制度」を同年9月1日に導入すると発表した[13]。

## 人物
- 趣味は卓球[14]。3男、2女の5人の子供がいる[14]。